# Gaius Helvidius Priscus (consul suffect)
Gaius Helvidius Priscus (fl. 87-96, † 96) est un homme politique de l'Empire romain.

## Famille
Il est le fils de Gaius Helvidius Priscus et de sa femme Fannia.
Il s'est marié avec Anteia, fille de Publius Anteius Rufus. Son fils Publius Helvidius Priscus devient consularis vir et se marie avec Plautia Quinctilia, fille d'Aulus Plautius et petite-fille de Plautius Lateranus et de sa femme Quinctilia. Sa petite-fille Helvidia Priscilla est la femme de son cousin Lucius Vipstanus Claudius Poplicola Messalla.

## Carrière
Il est consul suffect en 87 et est assassiné à l'instigation de Domitien en 96.